# ゲンマティモナス門
ゲンマティモナス門（ーもん、Gemmatimonadota）はグラム陰性の細菌門である。2018年現在、記載されたものとしては2綱2目2科2属3種を含む。系統的にはバクテロイデス門-クロロビウム門に近縁で、FCB群に含められることもある。
2003年に下水処理場の活性汚泥からGemmatimonas aurantiacaが発見されたことで提唱された。
2015年にはゴビ砂漠のスワン湖からGemmatimonas phototrophicaが、2016年には地中海の森林土壌からLongimicrobium terraeが、発見・記載されている。このほか未記載ではあるが、ミシガン州の管理された有機農場から"Gemmatirosa kalamazoonesis"が発見されている。
何れも、中温性で好気性の従属栄養細菌であり、グラム陰性桿菌である。Longimicrobium terraeは貧栄養環境に適応しており、最適条件でも世代時間は13.5時間と長い。また、Gemmatimonas phototrophicaは、炭素固定能は無いが、バクテリオクロロフィルaと光化学系IIを持ち、活性は低いが光と有機物、酸素存在下で光従属栄養的にも増殖できる。